# Ob (folyó)
Az Ob (oroszul: Обь) Oroszország leghosszabb, Ázsia második leghosszabb folyója. Hossza 3650 km, de az Irtis eredetétől számítva 5410 km. Vízhozamát tekintve az oroszországi folyók közül a harmadik, a Jenyiszej és a Léna is bővizűbb.
Neve a komi (zürjén) ob szóból származik, jelentése a zürjénben: „hótorlasz, hóbucka”. A Káma mellékfolyója, az Obva (zürjén: „Ob-víz”) nevének átvétele.

## Földrajz
Az Ob a Bija és a Katuny folyók összefolyásánál, az Altaj-hegységben, az Altaji határterületen veszi eredetét. A Novoszibirszki és a Tomszki területen, majd Hanti- és Manysiföldön folyik keresztül, és Jamali Nyenyecföldön, nagyjából a sarkkörön ömlik a Kara-tenger Ob-öblébe.
A folyó felső szakaszán nagyjából észak felé folyik, Barnaul és Novoszibirszk között nagy kanyart alkot. Itt található az 1950-es években kialakított Novoszibirszki-víztározó és vízerőmű (1070 km², 0,88 Mrd. m³), melynek megépítésével számos falu és Berdszk város nagy része víz alá került.
A középső szakaszon, a Tom torkolata után az Ob medre északnyugatra fordul, innen végig a Nyugat-szibériai-alföld folyókkal szabdalt, gyakran mocsaras vidékein folyik tovább. Az Irtis torkolatától ismét északi irányba fordul, medre jelentősen kiszélesedik.
A folyót az év jelentős részében jég borítja. Az olvadás a felső szakaszon április elején, az alsón 3-4 héttel később kezdődik, ezért gyakoriak a hirtelen és erőteljes áradások.

### Mellékfolyói
Az Ob legnagyobb mellékfolyója az Irtis. Más jelentős mellékfolyók:
- Balról: Anuj, Csaris, Alej, Barnaulka, Csaja, Parabel, Vaszjugan, Nagy-Jugan, Északi-Szoszva.
- Jobbról: Bergy, Csumis, Inya, Tom, Csulim, Kety, Tim, Vah, Pim, Kazim, Poluj.

## Városok
A legnagyobb városok a folyó mentén:
- Barnaul
- Novoaltajszk
- Novoszibirszk
- Nyizsnyevartovszk
- Megion
- Szurgut
- Nyeftyejuganszk
- Szalehard

## Ob–Jenyiszej-csatorna
Szibéria meghódításával egy időben, már a 18. században felmerült egy, az Obot a Jenyiszejjel összekötő csatorna megépítésének gondolata. Ez a terv 1882 és 1891 között valósult meg, amikor (a Kety mellékfolyó felső szakaszától) elkészült az Ob–Jenyiszej-csatorna. A csatornán csak kisebb hajók közlekedtek, ezért 1911-ben hozzáláttak szélesítéséhez. Ezt a munkát az első világháború miatt leállították. Időközben megépült a Transzszibériai vasútvonal, és a csatornát egyre jobban elhanyagolták. Az utolsó hajókaraván 1942-ben haladt át a csatornán.